# Mohamed Faraj al-Kaabi
Mohamed Faraj al-Kaabi (* 31. Dezember 1984) ist ein ehemaliger katarischer Leichtathlet, der sich auf den Hammerwurf spezialisiert hat.

## Sportliche Laufbahn
Erste internationale Erfahrungen sammelte Mohamed Faraj al-Kaabi im Jahr 2001, als er bei den Jugendweltmeisterschaften in Debrecen mit einer Weite von 75,75 m mit dem leichteren 5-kg-Hammer den vierten Platz belegte. Anschließend gelangte er bei den Juniorenasienmeisterschaften in Bandar Seri Begawan mit 53,92 m auf Rang zehn und wurde bei den Arabischen Meisterschaften in Damaskus mit 64,38 m Fünfter. Im Jahr darauf siegte er bei den Westasienspielen in Kuwait mit einem Wurf auf 66,34 m und im Juli belegte er bei den Juniorenweltmeisterschaften in Kingston mit 71,22 m den sechsten Platz. Anschließend wurde er bei den Asienmeisterschaften in Colombo mit 62,37 m Siebter und erreichte dann bei den Militär-Weltmeisterschaften in Tivoli mit 61,22 m Rang neun. Im Oktober gewann er dann bei den Juniorenasienmeisterschaften in Bangkok mit 70,32 m die Bronzemedaille mit dem 6-kg-Hammer. 2003 klassierte er sich bei den Arabischen Meisterschaften in Amman mit 66,25 m auf dem sechsten Platz und 2005 sicherte er sich bei den Westasienspielen in Doha mit 63,27 m die Bronzemedaille hinter den Kuwaitern Ali Mohamed al-Zankawi und Mohammad al-Jawhar. Im Jahr darauf nahm er erstmals an den Asienspielen ebendort teil und belegte dort mit 67,56 m den fünften Platz.
2007 belegte er bei den Arabischen Meisterschaften in Amman mit 62,74 m den vierten Platz und anschließend gelangte er bei den Asienmeisterschaften ebendort mit 64,06 m auf Rang fünf. Daraufhin wurde er bei den Panarabischen Spielen in Kairo mit 65,81 m ebenfalls Fünfter. 2009 erreichte er bei den Militär-Weltmeisterschaften in Sofia mit 63,91 m Platz elf und anschließend belegte er bei den Arabischen Meisterschaften in Damaskus mit 66,55 m Rang vier, ehe er bei den Asienmeisterschaften in Guangzhou mit 67,09 m auf Rang sechs gelangte. Im Jahr darauf nahm er erneut an den Asienspielen ebendort teil und erreichte dort mit 67,02 m Rang sieben. Er setzte seine Karriere ohne weitere internationale Erfolge bis ins Jahr 2017 fort und beendete dann in Doha seine sportliche Laufbahn im Alter von 32 Jahren.